# Plasmodesma

Struttura del plasmodesma

I plasmodesmi sono strutture tipiche delle cellule vegetali. Sono dei canali citoplasmatici nella parete cellulare che mettono in comunicazione cellule vicine consentendo comunicazione e trasporto. 
La parete cellulare non è continua: esistono zone in cui fra due cellule non viene deposto materiale, pertanto le due cellule vicine possono comunicare mediante passaggio di citoplasma e di molecole come acqua, ioni, RNA, proteine.
I plasmodesmi si sono evoluti in modo indipendente in diverse linee evolutive e le specie che hanno queste strutture includono alcune alghe (membri delle Charophyceae, Charales, Coleochaetales e Phaeophyceae), così come tutte le embriofite, meglio conosciute come piante terrestri.
Costituiscono una via di trasporto di ioni, zuccheri, molecole segnale e altre piccole molecole da una cellula all'altra. 
Unite dai plasmodesmi, le cellule vegetali si comportano come un'unica unità funzionale definita continuum simplastico o, più semplicemente, simplasto.
Strutture funzionalmente simili, chiamate gap junction e nanotubi di membrana, interconnettono le cellule animali.

## Struttura

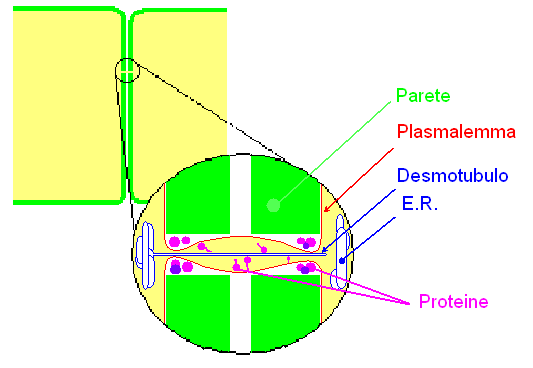
Probabile struttura di un plasmodesma semplice

Una tipica cellula vegetale può avere tra 103 e 105 plasmodesmi che la collegano a cellule adiacenti. I plasmodesmi hanno un diametro di circa 50-60 nm nel punto medio e sono costruiti di tre strati principali, la membrana plasmatica, il manicotto citoplasmatico e il desmotubulo. Possono attraversare pareti cellulari spesse fino a 90 nm. 
La porzione di membrana plasmatica del plasmodesma è un'estensione continua della membrana cellulare e ha la consueta struttura a doppio strato fosfolipidico. 
Il manicotto citoplasmatico è uno spazio pieno di liquido racchiuso dal plasmalemma ed è un'estensione del citosol. Il passaggio di molecole e ioni attraverso i plasmodesmi avviene principalmente attraverso questo spazio. Le molecole più piccole (ad esempio zuccheri e amminoacidi) e gli ioni possono facilmente passare attraverso i plasmodesmi per diffusione senza la necessità di ulteriore energia chimica. Anche le molecole più grandi, comprese le proteine (ad esempio la GFP proteina fluorescente verde) e l'RNA, possono passare attraverso il manicotto citoplasmatico in modo diffusivo. 
Il plasmodesma è formato da un canale attraverso la parete cellulare delimitato dalla membrana plasmatica e contenente al centro una struttura tubulare del reticolo endoplasmatico che prende il nome di "desmotubulo".

La struttura di un plasmodesma primario. CW (grigio)= parete cellulare, CA = callosio, PM (verde) = membrana plasmatica, ER (blu)= reticolo endoplasmatico, DM = desmotubulo, cerchi rossi = actina

### Desmotubulo
Il desmotubulo è un tubo di reticolo endoplasmatico appiattito che scorre tra due cellule adiacenti.
Attorno al desmotubulo e alla membrana plasmatica sono state osservate al microscopio elettronico a scansione delle aree di materiale (denso agli elettroni e quindi scuro e visibile), spesso unite tra loro da strutture a forma di raggio che sembrano dividere il plasmodesma in canali più piccoli. Queste strutture possono essere composte da una proteina assimilabile alla miosina e da actina, e fanno parte del citoscheletro della cellula.
Inizialmente, si pensava che attraverso il desmotubulo avvenissero scambi di ioni e piccole molecole, ma tale ipotesi è stata smentita in quanto le membrane che formano il tubulo sono addossate e non vi è spazio all'interno di esso. Restava perciò fonte di perplessità la selettività dei plasmodesmi che, in genere, non lasciano passare molecole più grandi di 1000 Dalton malgrado la loro dimensione: i plasmodesmi infatti sono molto più grandi delle più grandi molecole che lo possono attraversare. Questo è dovuto alla presenza del desmotubulo al centro e a proteine associate ad esso o presenti sul lato interno della membrana plasmatica che circonda il plasmodesma. Queste proteine ingombrano il canale precludendo il passaggio a molecole troppo grosse. Studi di microscopia elettronica inoltre dimostrano la presenza di proteine globulari collocate nello spazio tra membrana e parete vicino al bordo delle cellule comunicanti. Tali proteine formano un restringimento delle imboccature del plasmodesma che prende il nome di "collo", e sono visibili al microscopio elettronico a scansione perché provocano una gobba nella membrana plasmatica delle cellule comunicanti intorno al plasmodesma che prende il nome di "anulus". Si ipotizza che tali proteine possano variare il loro ingombro in modo da agire come uno sfintere permettendo il passaggio di talune molecole troppo grandi per passare normalmente, ma solo una volta riconosciute. Per questi motivi il trasporto simplastico (mediante membrane e plasmodesmi) è selettivo. È possibile che tali proteine possano chiudere completamente il plasmodesma, e questo spiegherebbe l'esistenza di campi simplastici differenti, ma sono necessari ulteriori studi. 
Possono anche essere divisi in semplici o composti in base alla complessità del canale o dei canali che vengono a formarsi.

## Genesi
Esistono due tipi di plasmodesmi: plasmodesmi primari, che si formano durante la divisione cellulare, e plasmodesmi secondari, che possono formarsi tra cellule mature.
I plasmodesmi primari si formano durante la divisione cellulare da tubuli del reticolo endoplasmatico che vengono "intrappolati" nella piastra cellulare in via di formazione. Questi alla fine diventano le connessioni citoplasmatiche tra le cellule. Nel sito di formazione, la parete cellulare non è ulteriormente ispessita e nelle pareti si formano depressioni o aree sottili note come "pits" o punteggiature.
I plasmodesmi secondari si formano successivamente, nelle pareti cellulari già esistenti tra le cellule non in divisione, digerendo la parete precedentemente deposta.
In particolare la formazione dei plasmodesmi primari si verifica durante il processo di divisione cellulare quando il reticolo endoplasmatico e il fragmoplasto sono fusi insieme, questo processo si traduce nella formazione di un poro citoplasmatico. Il desmotubulo (parte del RE), si forma accanto all'RE corticale. Questi due RE sono strettamente uniti, quindi non lasciano spazio tra le cellule. Si ipotizza che il desmotubulo si formi a causa di una combinazione di pressione da una parete cellulare in crescita e una interazione tra proteine. I plasmodesmi primari sono spesso presenti nelle aree in cui le pareti cellulari sembrano essere più sottili. Ciò è dovuto al fatto che quando una parete cellulare si espande, l'abbondanza dei plasmodesmi primari diminuisce. Al fine di espandere ulteriormente la densità di plasmodesmi durante la crescita della parete cellulare vengono prodotti i plasmodesmi secondari. Il processo di formazione dei plasmodesmi secondari deve ancora essere completamente compreso, tuttavia si pensa che vari enzimi e proteine del reticolo endoplasmatico stimolino il processo.